# NGC 5680
NGC 5680 est une vaste galaxie lenticulaire relativement éloignée et située dans la constellation de la Vierge. Sa vitesse par rapport au fond diffus cosmologique est de 9 120 ± 30 km/s, ce qui correspond à une distance de Hubble de 134,5 ± 9,4 Mpc (∼439 millions d'al). NGC 5680 a été découverte par l'astronome allemand Albert Marth en 1864.